# سالي أونيل
سالي أونيل (بالإنجليزية: Sally O'Neil)‏ هي ممثلة أمريكية، ولدت في 23 أكتوبر 1908 في الولايات المتحدة، وتوفيت في 18 يونيو 1968 بغاليسبورغ في الولايات المتحدة بسبب ذات الرئة.

## أعمال

### أفلام
- (1926) باتلينج باتلر

## وصلات خارجية
- سالي أونيل على موقع IMDb (الإنجليزية)
- سالي أونيل على موقع ألو سيني (الفرنسية)
- سالي أونيل على موقع أول موفي (الإنجليزية)
- سالي أونيل على موقع قاعدة بيانات برودواي على الإنترنت (الإنجليزية)
- سالي أونيل على موقع قاعدة بيانات الأفلام السويدية (السويدية)
- سالي أونيل على موقع قاعدة بيانات الفيلم (الإنجليزية)
- سالي أونيل على موقع كينوبويسك (الروسية)